# Valeria Cavalli
Valeria Cavalli (Turín, 1 de noviembre de 1959) es una actriz y modelo italiana cuya carrera empezó a comienzos de la década de 1980. Ha aparecido en producciones de cine y televisión como Stanno tutti bene (1990), Mario, Maria and Mario (1993), La fille coupée en deux (2007) y La terza madre (2007).

## Filmografía destacada

### Cine
| Año  | Título                    | Papel                                          |
| ---- | ------------------------- | ---------------------------------------------- |
| 1982 | Bomber                    | Claudia                                        |
| 1983 | A Blade in the Dark       | Katia                                          |
| 1983 | Thunder Warrior           | Sheela                                         |
| 1984 | Warriors of the Year 2072 | Susan                                          |
| 1984 | Summer Games              | Teodora Theodoli                               |
| 1990 | Everybody's Fine          | Tosca                                          |
| 1993 | Mario, Maria and Mario    | Maria Boschi 1995 jhosep los sueños del faraon |
| 2001 | Va savoir                 | Ines                                           |
| 2001 | Calmi Cuori Appassionati  | Giovanna                                       |
| 2007 | A Girl Cut in Two         | Dona Saint-Denis                               |
| 2007 | The Mother of Tears       | Marta                                          |
| 2011 | A Gang Story              | Janou Vidal                                    |
| 2013 | Le Passé                  | Valeria                                        |
| 2015 | A Perfect Man             | Hélène Fursac                                  |

### Televisión
| Año       | Título                    | Papel             |
| --------- | ------------------------- | ----------------- |
| 1995      | Joseph                    | Asenath           |
| 2000      | Joséphine, ange gardien   | Hannah            |
| 2003      | Mother Teresa of Calcutta | Drane             |
| 2005      | Pope John Paul II         | Teresa            |
| 2005      | Shadows in the Sun        | Amalia            |
| 2006-2008 | Carabinieri               | Sara de Nittis    |
| 2008      | Coco Chanel               | Elisabeth Ducrot  |
| 2009      | Nebbie e delitti          | Benedetta Rivalta |
| 2009      | Kaamelott                 | Aconia Minor      |
| 2016      | The Law of Alexandre      | Hélène Laurent    |